# MAN SL 202
1984 hat MAN mit dem MAN SL 202 den VÖV-Standard-Linienbus der zweiten Generation als Nachfolger des MAN SL 200 auf den Markt gebracht. Parallel bot Mercedes-Benz ebenfalls VÖV-Standard-Linienbusse der zweiten Generation an. Magirus-Deutz/IVECO hatte 1982 die Busproduktion in Deutschland eingestellt, deshalb wurde (im Vergleich zur vorhergehenden Generation der VÖV-I-Busse) kein VÖV-II-Modell mehr produziert, dafür kam der VÖV-II-Bus von Auwärter Neoplan neu hinzu.
Der SL 202 wurde, wie das Vorgängermodell MAN SL 200, nach dem weiterentwickelten Lastenheft des VÖV, ebenfalls mit dem doppeltbreiten Einstieg und der großen, über fast die gesamte Wagenkastenbreite reichende vordere Linienanzeige hergestellt. Er konnte jedoch auch mit der vorderen schmalen Linienanzeige des Überlandbusses Ü80 ausgerüstet werden. Der MAN SL 202 war bei weitem nicht so erfolgreich wie sein Vorgänger, da er schon 1989 Konkurrenz vom Niederflurbus MAN NL 202 bekam, der als Nachfolger anzusehen ist. Etwa 1993 wurde die Produktion eingestellt. Für den Vorortverkehr sowie für osteuropäische Märkte mit schlechterer Straßenqualität bot MAN ab 1992 den Low-Entry-Bus MAN EL 202 an.
Der als „Wagen 135“ bei der VAG Verkehrs-Aktiengesellschaft Nürnberg betriebene MAN SL 202 wurde 1993 mit einem Erdgasantrieb ausgerüstet und im Linienbetrieb in Nürnberg getestet. Dieses Fahrzeug war damit der erste erdgasbetriebene Linienbus in Deutschland. Auf Basis der durch diese Erprobung gewonnenen Erkenntnisse entwickelte MAN den Erdgasantrieb im MAN NL 202 CNG zur Serienreife. Der Wagen 135 befindet sich heute im Museum des Historischen Straßenbahndepots Nürnberg.
Inzwischen wurden die MAN SL 202 bei den meisten Verkehrsbetrieben ausgemustert und sind nur noch bei privaten Busbetreibern oder im Ausland im Einsatz.